# Шахта імені М. П. Баракова
ДВАТ «Шахта імені М. П. Баракова». Входить до ДХК «Краснодонвугілля». Знаходиться у м. Суходільськ, Краснодонської міськради Луганської області.
Після реконструкції здана в експлуатацію у 1967 р. з проектною потужністю 600 тис. т вугілля на рік. Видобуток у 2001 р. становив 1514 т/добу. У 2003 р. видобуто 662 тис. т вугілля.
Шахтне поле розкрите 3-а вертикальними стволами. Роботи ведуться на глибині 850 м. Протяжність виробок 59,6/49,9 км (1990—1999). Відпрацьовується пласт kн
5 потужністю 1,45-1,51 м з кутом падіння 1-3о, небезпечний за раптовими викидами вугілля і метану, суфлярним виділенням метану, вибухами вугільного пилу, здатний до самозаймання.
Працюють два очисних вибої. Видобуток вугілля ведеться механізованими комплексами МКМ, 3КД-90. Кількість діючих очисних вибоїв 3/2, підготовчих 13/6.
11 березня 2000 року на шахті сталася аварія, що призвела до значних людських жертв.
Кількість працюючих на шахті 1810/1880 чол., з них підземних 1290/1320 (1990/1999).
Адреса: 94425, м. Суходільськ, Луганської обл.